# キッコーマンの唄
「キッコーマンの唄」（キッコーマンのうた）は、1963年に発表された日本のコマーシャルソングである。

## 概要
この楽曲は、野田醤油（現・キッコーマン。以下特記が必要な箇所を除き、当時のブランド名の「キッコーマン」で統一する）が自社の商品の販売促進目的及び提供スポンサー番組のCM内で放送するために作成されたものである。
ザ・ピーナッツが歌唱を担当し、歌詞は1960年代の日本の食卓風景をイメージした内容となっている。なお、2番の歌詞の中に「万味」（「まんみ」と読む）という語句が出てくるが、これはキッコーマンブランドの商品を指す語句である。
作成されたソノシートは2種類あり、うち1つは当時放送されていたフジテレビの番組『わんぱく同盟』で流されていたCMで使用されたものが収録されていた。このジャケットには「キッコーマン 音のライブラリー」と番組名「わんぱく同盟」が書かれていたものであった。もう1つは野田醤油が販売促進目的で作成したものであった。収録ヴァージョンも2つのソノシートで異なっており、前者は1/3/4番の歌詞を、後者には1/2/4番の歌詞を収録している。なお、後者に収録のものは曲の始まる前にナレーションが入っており、曲調もやや速めとなっている。
「わんぱく同盟」終了後はこの曲も使用されなくなったが、2004年発売の『ザ・ピーナッツ メモリーズBOX』では『わんぱく同盟』内のCMで放送されていたものを収録して再び流通を開始した。その後、それまで未発表であった1-4番全ての歌詞を収録した完全版が、2010年発売の『ザ・ピーナッツ スーパーレア・コレクション』に収録された。

## 楽曲作成者
- 作詞：水木ひろし[3]（桜井順の作詞者としてのペンネーム）
- 作曲：桜井順[3]